# Tablo
Lee Sun-Woong ((en hangul, 이선웅); Seúl, 22 de julio de 1980), conocido profesionalmente como Tablo, es un rapero, cantante, compositor y productor surcoreano-canadiense. Es conocido principalmente como líder de la banda de hip hop surcoreana Epik High.

## Biografía

### Infancia y juventud
Tablo nació en Seúl, Corea del Sur el 22 de julio de 1980.
Su familia se mudó en varias ocasiones a Indonesia, Suiza y Hong Kong por la carrera de su padre hasta los seis años, cuando su familia regresó a Corea del Sur. De nuevo su familia se mudó, pero en esta ocasión a Canadá cuando él tenía 8 años.
Tablo asistió al Vancouver College hasta que fue expulsado por conflictivo en 9.º grado. De nuevo regreso a su país natal y estuvo tres años en el "Seoul International School".
Comenzó a tocar el piano a la edad de seis años para después combinarlo con el violín que ya había tocado por 10 años. Su maestro de música, quien es un pupilo de Isaac Stern, solía decirle: "La música es Comunismo, pero tu la estás tocando como Democracia", más tarde dejó el violín.
Durante su juventud, Tablo sufrió rachas de depresión, cuyos orígenes son desconocidos. A través de estos tiempos difíciles, la música Hip Hop sirvió como una salida para él y más tarde desencadenó en su interés en la vida, así que Tablo decidió enfocar su carrera al Hip Hop. Cuando era muy joven sufrió la pérdida de su mejor amigo cuando este murió, lo cual lo hizo seguir tras sus ideales musicales como una forma de liberar su tristeza.

## Carrera
En 1997, mientras él cursaba la High School o Educación secundaria, Tablo escribió la letra de la canción de Kim Gun Mo, Rainy Chiristmas que Kim le ofreció después de leer su poema.
Tablo regresó a su natal Corea del Sur donde participó en algunos shows televisivos y comedias. Después siguió con su interés por la música y en el año 2000 creó junto a Mithra Jin y DJ Tukutz el proyecto Epik High, justo en la época en que la escena coreana del hip hop se estaba formando. Epik High ganó fama en Corea del Sur y otros países de Asia Oriental, y se convirtió en una de las bandas de hip hop coreano más conocidas.
Recientemente Tablo ha expresado su interés por lanzar un álbum solista.
Tablo es el líder de la banda de hip hop surcoreana Epik High. Él a su vez produce todas las canciones de la banda con DJ Tukutz y escribe las letras con Mithra. Tablo también colabora y produce varias canciones en Corea del Sur. Su trabajo incorpora numerosos estilos musicales, que van desde el hip hop, la música electrónica como el trance o el tri pop, así como el rock.
Aparte de Epik High, él ha colaborado con varios artistas, en proyectos grupales como Eternal Morning y Anyband.Tablo también ha tenido incursiones en la actuación, apareciendo en varios doramas y películas como Nonstop 5 (2005), Fantastic Parasuicides (2007),y High Kick! (2007); August Rush (2007) y Parkjunggum (2008)en cameo. Tablo es DJ para el show, Tablo's Dreaming Radio de MBC FM4U y el principal MC de "Music Bank" de KBS.

## Filmografía

### Series de televisión
| Año  | Título                        | Personaje | Notas   |
| ---- | ----------------------------- | --------- | ------- |
| 2007 | High Kick! (거침없이 하이킥!) | Tablo     | ep. 150 |